# (14903) 1993 DF2
1993 دي أف 2 (ويعرف أيضًا باسم (14903) 1993 دي أف 2 وفق تسمية الكوكب الصغير) (بالإنجليزية: 1993 DF2)‏ هو كويكب ضمن حزام الكويكبات؛ وترتيبه 14903 من حيث الاكتشاف.
اكتُشف هذا الجُرم الفلكي بواسطة هيروشي كانيدا في 25 فبراير 1993.

## وصلات خارجية
- (14903) 1993 DF2 في قاعدة بيانات مختبر الدفع النفاث لأجرام النظام الشمسي الصغيرة

- الاكتشاف · مخطط المدار ·  العناصر المدارية · المعلمات المادية

- (14903) 1993 DF2 على موقع ويكي سكاي: DSS2, SDSS, GALEX, IRAS, Hydrogen α, X-Ray, Astrophoto, Sky Map, Articles and images